# Ciudad Madero
Ciudad Madero är en stad i östra Mexiko och är belägen i delstaten Tamaulipas, vid kusten mot Mexikanska golfen. Staden ingår i Tampicos storstadsområde och har 196 631 invånare (2007) på en yta av 48 km². Staden är uppkallad efter Francisco Madero, president i landet mellan åren 1911 och 1913.